# Олимпийская сборная Кыргызстана по футболу
Олимпийская сборная Кыргызстана по футболу или сборная Кыргызстана по футболу до 23 лет — футбольная команда, представляющая Кыргызстан на Олимпийских и Азиатских играх. В заявку сборной на Олимпийские игры могут включаться игроки не старше 23 лет, за исключением трёх футболистов, которые могут быть старше этого возраста.
Сборная Киргизии никогда не выступала в основном этапе Олимпийских игр и чемпионате Азии среди команд до 23 лет. Наивысшее достижение — выход в 1/8 финала на Азиатских играх 2014 года. Кроме того, в 2017 году киргизы стали победителями турнира Tsunami Cup, прошедшем в Индонезии. В 2021 году команда участвовала в Кубке трех наций в Непале, а в 2023 году — в Кубке Дохи

## Последние матчи
- Doha Cup: март 2023 — Кувейт (0:1)[4]
- Doha Cup: март 2023 — Оман (0:0, пен. 5:4)[5]
- Doha Cup: март 2023 — Вьетнам (пен. 5:4)[6]

## Текущий состав
Состав Олимпийской сборной Кыргызстана на Кубок Дохи, прошедший в марте 2023 года.
- Вратари: Нурланбеков Курманбек, Прядкин Артем (оба — «Дордой»).
- Защитники: Абилов Эрназ, Артюков Даниил, Кумарбай уулу Баяман (все — «Алга»), Акылбеков Эламан, Бактыбеков Нурбол («Илбирс»), Нурлан уулу Адилет и Дациев Саид («Дордой»).
- Полузащитники: Самат уулу Темирлан, Талантбеков Баястан, Шигайбаев Эмир (все — «Алга»), Каныбеков Адилет и Насиров Бекзатбек («Нефтчи»), Бекбердинов Мирлан («Илбирс»), Кенжебаев Эрмек («Дордой»), Керезбеков Мидин (без клуба), Култаев Эрбол «Абдыш-Ата», Зарыпбеков Эльдияр («Чайка», Россия), Мерк Кими («Кайзерслаутерн», Германия), Шаршенбеков Арсен («Алания», Россия).
- Нападающие: Артыкбаев Рыскелди и Сталбеков Нурдоолот («Алай»), Кенжебеков Бекзат («Алга»), Токтосунов Дастанбек («Нефтчи»), Усубалиев Алишер («Кара-Балта»).

## Главные тренеры
- Мирлан Эшенов (2014—2015)[7][8]
- Игорь Кудренко (2017)[1]
- Владимир Сало (2019)[9]
- Нурбек Жолдошев (2021)[2]
- Максим Лисицын (2023)[3]

## Статистика

### Олимпийские игры
| Участие в Олимпийских играх | Участие в Олимпийских играх | Участие в Олимпийских играх | Участие в Олимпийских играх | Участие в Олимпийских играх | Участие в Олимпийских играх | Участие в Олимпийских играх | Участие в Олимпийских играх | Участие в Олимпийских играх |
| Год                         | Раунд                       | Место                       | И                           | В                           | Н                           | П                           | ГЗ                          | ГП                          |
| --------------------------- | --------------------------- | --------------------------- | --------------------------- | --------------------------- | --------------------------- | --------------------------- | --------------------------- | --------------------------- |
| 1992                        | не прошёл квалификацию      | не прошёл квалификацию      | не прошёл квалификацию      | не прошёл квалификацию      | не прошёл квалификацию      | не прошёл квалификацию      | не прошёл квалификацию      | не прошёл квалификацию      |
| 1996                        | не прошёл квалификацию      | не прошёл квалификацию      | не прошёл квалификацию      | не прошёл квалификацию      | не прошёл квалификацию      | не прошёл квалификацию      | не прошёл квалификацию      | не прошёл квалификацию      |
| 2000                        | не играл                    | не играл                    | не играл                    | не играл                    | не играл                    | не играл                    | не играл                    | не играл                    |
| 2004                        | не прошёл квалификацию      | не прошёл квалификацию      | не прошёл квалификацию      | не прошёл квалификацию      | не прошёл квалификацию      | не прошёл квалификацию      | не прошёл квалификацию      | не прошёл квалификацию      |
| 2008                        | не прошёл квалификацию      | не прошёл квалификацию      | не прошёл квалификацию      | не прошёл квалификацию      | не прошёл квалификацию      | не прошёл квалификацию      | не прошёл квалификацию      | не прошёл квалификацию      |
| 2012                        | не прошёл квалификацию      | не прошёл квалификацию      | не прошёл квалификацию      | не прошёл квалификацию      | не прошёл квалификацию      | не прошёл квалификацию      | не прошёл квалификацию      | не прошёл квалификацию      |
| 2016                        | не прошёл квалификацию      | не прошёл квалификацию      | не прошёл квалификацию      | не прошёл квалификацию      | не прошёл квалификацию      | не прошёл квалификацию      | не прошёл квалификацию      | не прошёл квалификацию      |
| 2020                        | Текущий турнир              | Текущий турнир              | Текущий турнир              | Текущий турнир              | Текущий турнир              | Текущий турнир              | Текущий турнир              | Текущий турнир              |
| 2024                        | Текущий турнир              | Текущий турнир              | Текущий турнир              | Текущий турнир              | Текущий турнир              | Текущий турнир              | Текущий турнир              | Текущий турнир              |
| 2028                        | Текущий турнир              | Текущий турнир              | Текущий турнир              | Текущий турнир              | Текущий турнир              | Текущий турнир              | Текущий турнир              | Текущий турнир              |
| Общий                       |                             | 0 / 7                       |                             |                             |                             |                             |                             |                             |

### Азиатские игры
| Участие в Азиатских играх | Участие в Азиатских играх | Участие в Азиатских играх | Участие в Азиатских играх | Участие в Азиатских играх | Участие в Азиатских играх | Участие в Азиатских играх | Участие в Азиатских играх | Участие в Азиатских играх |
| Год                       | Раунд                     | Место                     | И                         | В                         | Н                         | П                         | ГЗ                        | ГП                        |
| ------------------------- | ------------------------- | ------------------------- | ------------------------- | ------------------------- | ------------------------- | ------------------------- | ------------------------- | ------------------------- |
| 2002                      | не играл                  | не играл                  | не играл                  | не играл                  | не играл                  | не играл                  | не играл                  | не играл                  |
| 2006                      | не играл                  | не играл                  | не играл                  | не играл                  | не играл                  | не играл                  | не играл                  | не играл                  |
| 2010                      | Раунд 1                   | 23                        | 3                         | 0                         | 0                         | 3                         | 2                         | 7                         |
| 2014                      | Раунд 1                   | 16                        | 3                         | 0                         | 1                         | 2                         | 1                         | 4                         |
| 2018                      | Раунд 1                   | 20                        | 3                         | 0                         | 1                         | 2                         | 3                         | 6                         |
| Общий                     | 3/5                       |                           | 9                         | 0                         | 2                         | 7                         | 6                         | 17                        |